# Chính trị Myanmar
Myanmar (hay còn gọi là Miến Điện) hoạt động theo luật định như một nước cộng hòa đơn nhất, theo hiến pháp 2008. The Economist Intelligence Unit đánh giá Myanmar là một "chế độ độc tài" vào năm 2019. Việc này xảy ra sau khi quân đội từ bỏ một số, nhưng không phải tất cả, quyền lực sau khi chế độ độc tài quân sự Miến Điện, vốn cai trị nước này từ năm 1962 đến năm 2011, đã bị lật đổ.

## Điều kiện chính trị
Lịch sử của Myanmar, trước đây được gọi là Miến Điện, bắt đầu với Vương quốc Pagan vào năm 849. Mặc dù mỗi vương quốc liên tục xảy ra chiến tranh với các nước láng giềng, nhưng đó là Đế chế Đông Nam Á lớn nhất trong thế kỷ 16 dưới triều đại Taungoo. Cơ chế cha truyền con nối ngàn năm của chế độ quân chủ Miến Điện kết thúc với Chiến tranh Anh-Miến Điện lần thứ ba vào năm 1885. Kể từ thời điểm đó quốc gia này được quản lý như một tỉnh thành phần của Ấn Độ thuộc Anh cho đến năm 1937. Miến Điện thuộc Anh bắt đầu với sự công nhận chính thức trên bản đồ thuộc địa đánh dấu các đường biên giới mới của mình, chứa hơn 100 dân tộc. Nó được đặt tên là Burma, theo tên nhóm dân tộc thống trị Bamar, chiếm 68% dân số.
Trong Chiến tranh thế giới thứ hai, một liên minh chủ yếu bao gồm nhóm sắc tộc Bamar đã tự nguyện chiến đấu cùng với quân Nhật với hy vọng lật đổ lực lượng Anh đang chiếm đóng. Trong khi đó, nhiều nhóm sắc tộc khác đã ủng hộ lực lượng Đồng minh chống lại quân Nhật do Bama hậu thuẫn. Cuộc xung đột này trở nên rất đáng kể sau Thế chiến thứ hai khi Miến Điện được trao độc lập từ Anh vào năm 1948. Trước khi kết thúc quá trình thuộc địa hóa tại Miến Điện, chính phủ Anh đã tạo ra một bản đồ mới của đất nước này với các biên giới mới bao gồm một số dân tộc có chủ quyền trước đây. Nhiều nhóm người đa dạng về chủng tộc và văn hóa đột nhiên thấy mình là một phần của quốc gia được đặt tên theo Bamar, một nhóm dân tộc mà họ không hề có liên quan. Sự chia rẽ do Thế chiến thứ hai tạo ra càng làm trầm trọng thêm sự căm phẫn ngày càng tăng đối với người Bamar. Bằng cách trao độc lập cho Miến Điện, chính phủ Anh đã trao quyền kiểm soát tất cả các sắc tộc của quốc gia này cho người Bamar.
Aung San, người đã lãnh đạo cuộc chiến giành độc lập, đã có thể thuyết phục các nhà lãnh đạo của các nhóm dân tộc khác chiến đấu cùng với người Miến Điện cùng chung sống như một quốc gia. Sự hình thành của hiến pháp Miến Điện mới vào năm 1948 được củng cố bởi thỏa thuận Pin-Lone, được mọi thủ lĩnh sắc tộc ký kết để ủng hộ liên minh mới được thành lập. Vụ ám sát chưa từng có của Aung San trước khi thỏa thuận Pin-Lone hoàn thành xong đã phá hủy sự thống nhất quốc gia mà ông lãnh đạo. Cái chết của ông đánh dấu thời kỳ hòa bình ngắn ngủi trong quốc gia mới, mở ra một khoảng trống quyền lực mà kể từ đó vẫn chưa được lấp đầy. Sau đó là một thời kỳ bất ổn với các nhà lãnh đạo không đại diện cho lợi ích tốt nhất của mọi sắc tộc.
Nền dân chủ đã bị đình chỉ ở nước này sau cuộc đảo chính năm 1962. Sự không chắc chắn và hỗn loạn đã mở đường cho một chính phủ theo chủ nghĩa dân tộc của Miến Điện lên nắm quyền. Từ năm 1962 đến năm 1988, đất nước được cai trị bởi Đảng Chương trình Xã hội Chủ nghĩa Miến Điện với tư cách là một nhà nước độc đảng đi theo Con đường tiến tới Chủ nghĩa xã hội của người Miến Điện. Các nhà lãnh đạo mới của Miến Điện đã biến Miến Điện thành một nước Cộng hòa xã hội chủ nghĩa với chủ nghĩa biệt lập, và ưu thế của Miến Điện. Chủ nghĩa dân tộc Miến Điện mới được thành lập đã đặt đa số người Bamar lên hàng đầu, hủy bỏ sự thống nhất được khởi xướng thông qua thỏa thuận Pin-Lone. Ngoài ra, sự khinh bỉ ngày càng gia tăng thông qua sự chung sống gượng ép giữa các thành viên của các tôn giáo khác nhau. Trong quá khứ, các vương quốc Bamar hầu như chỉ có Phật giáo. Hầu hết các nhóm dân tộc trong bang Shan, Kayin, Kayar và Chin đều thực hành các phiên bản của Thuyết Vật thể của riêng họ, trong khi những người theo đạo Hồi sống cùng với các Phật tử ở bang Arakan (nay là Rakhine). Sự sáp nhập của tất cả các nhóm đa dạng vào Ấn Độ thuộc Anh đã làm sâu sắc thêm sự phân cực tôn giáo tại đây. Sự di cư của người dân qua biên giới do thực dân gây ra đã thêm một nhóm lớn những người theo đạo Hindu vào quốc gia này. Các chiến dịch cải đạo gay gắt của các Kitô hữu Công giáo và sự cạnh tranh của họ với nhóm Giám lý thời kỳ thực dân cũng đã chia rẽ thêm các nhóm thiểu số như Karen và Kachin trong chính các nhóm này. Sự kết thúc thời kỳ thuộc địa đã khiến sự thù hận vốn đang được xây dựng ngấm ngầm giữa các nhóm sắc tộc đối với nhau trở nên công khai. Cái chết của Aung San, và những lãnh đạo sau đó đã tạo ra những xung đột lâu dài giữa mọi nhóm văn hóa và tôn giáo. Nhưng cuộc nổi dậy năm 1988 đã tiếp tục gây ra những bất ổn xã hội, chính trị và dân sự đã gây ra cho đất nước Myanmar kể từ đó.
Chính quyền SPDC nắm quyền vào năm 1988 đã di dời hàng trăm nghìn công dân, cả trong và ngoài Miến Điện. Các nhóm dân tộc Karen, Karenni và Mon đã buộc phải xin tị nạn ở nước láng giềng Thái Lan, nơi họ cũng bị lạm dụng bởi một chính phủ không thân thiện và thiếu thiện cảm. Những nhóm dân tộc này có lẽ còn may mắn hơn các nhóm dân tộc Wa và Shan, những người đã trở thành các dân tộc bị đuổi đi/di cư nội địa ở chính quốc gia của họ kể từ khi bị chính quyền quân sự ép buộc phải rời khỏi các vùng đất của họ vào năm 2000. Theo báo cáo, hiện nay có 600.000 người trong số những người di cư nội địa này đang sống ở Miến Điện. Nhiều người đang cố gắng trốn khỏi lao động cưỡng bức trong quân đội hoặc cho một trong nhiều tập đoàn ma túy do nhà nước tài trợ. Sự di dời này của các dân tộc đã dẫn đến cả việc vi phạm nhân quyền cũng như sự bóc lột các nhóm dân tộc thiểu số dưới tay của nhóm người Bamar thống trị. Các tác nhân chính trong các cuộc đấu tranh sắc tộc này bao gồm, nhưng không giới hạn, quân đội, Liên minh Quốc gia Karen và Quân đội Mong Tai.